# National Iranian Oil Refining and Distribution Company

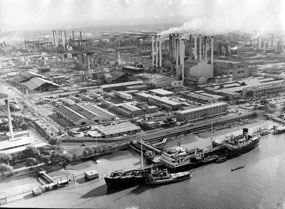
La raffinerie d'Abadan, construite en 1913.

La Société iranienne de raffinage et de distribution du pétrole (en anglais : National Iranian Oil Refining and Distribution Company, NIORDC) est l'une des quatre sociétés directement sous la responsabilité Ministère du pétrole iranien. NIORDC a été créé le 8 mars 1991 pour exécuter toutes les opérations relatives au  raffinage et la distribution de produits pétroliers.
Bien que NIORDC n'ait été formée que dans les années 1990, elle hérite de 90 ans d'expérience de l'industrie pétrolière iranienne dans les domaines du raffinage, du transfert et de la distribution de produits pétroliers, ainsi qu'en ingénierie et construction d'installations pétrolières industrielles.

## Raffineries
En 2015, la NIORDC était responsable de neuf raffineries.
|                            | Capacité (2015) |
| -------------------------- | --------------- |
| Raffinerie d'Abadan        | 365 000         |
| Raffinerie de Téhéran      | 237 000         |
| Raffinerie d'Ispahan       | 378 000         |
| Raffinerie de Tabriz       | 106 000         |
| Raffinerie de Shiraz       | 57 000          |
| Raffinerie de Kermanshah   | 20 000          |
| Raffinerie de Lavan        | 53 000          |
| Raffinerie d'Arak          | 241 000         |
| Raffinerie de Bandar Abbas | 291 000         |